# 色须寺
色须寺 (སེར་ཤུལ་དགོན།)，位于四川甘孜州石渠县色须镇，为藏传佛教格鲁派寺院。2007年6月1日公佈為四川省第七批文物保護單位。
其创建于清乾隆二十五年（1760年），寺院设显密宗两大学院，下属五个康林，十五个真札（班），有系统的习经制度。其占地70余亩，由一百多个寺庙组成。其寺内珍藏有大藏经《甘珠尔》50余套，并存有宗喀巴的牙舍利塔。
2010年青海玉树地震发生，色须寺派遣500人出发救人，500人留下念经祈福。其中救援人员救出60名幸存者。